# 圓光大学校

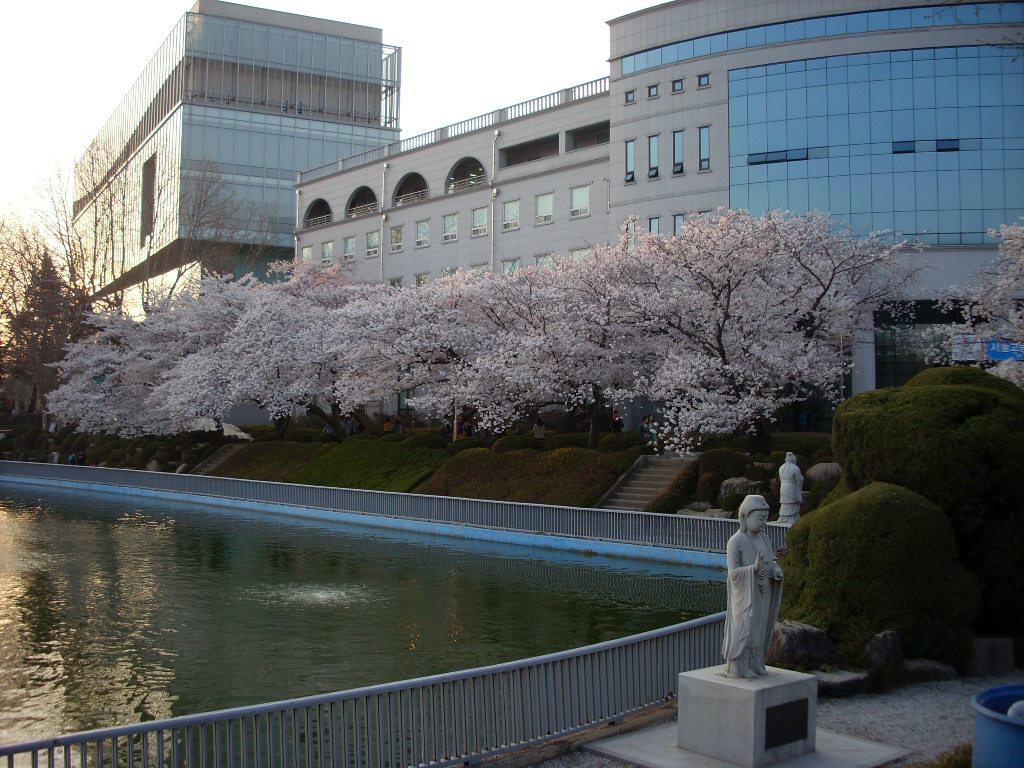
中央図書館（左）と法学専門大学院（右）

圓光大学校（ウォングァンだいがっこう）は大韓民国全北特別自治道益山市新龍洞にある私立大学。韓国の仏教系新宗教団体である円仏教の系列大学である。
大韓民国教育科学技術部より2012年度学資金貸出制限大学（制限貸出グループ）に指定された。

## 出身者
- ソ・ドヨン（俳優）